# Kai Kahele

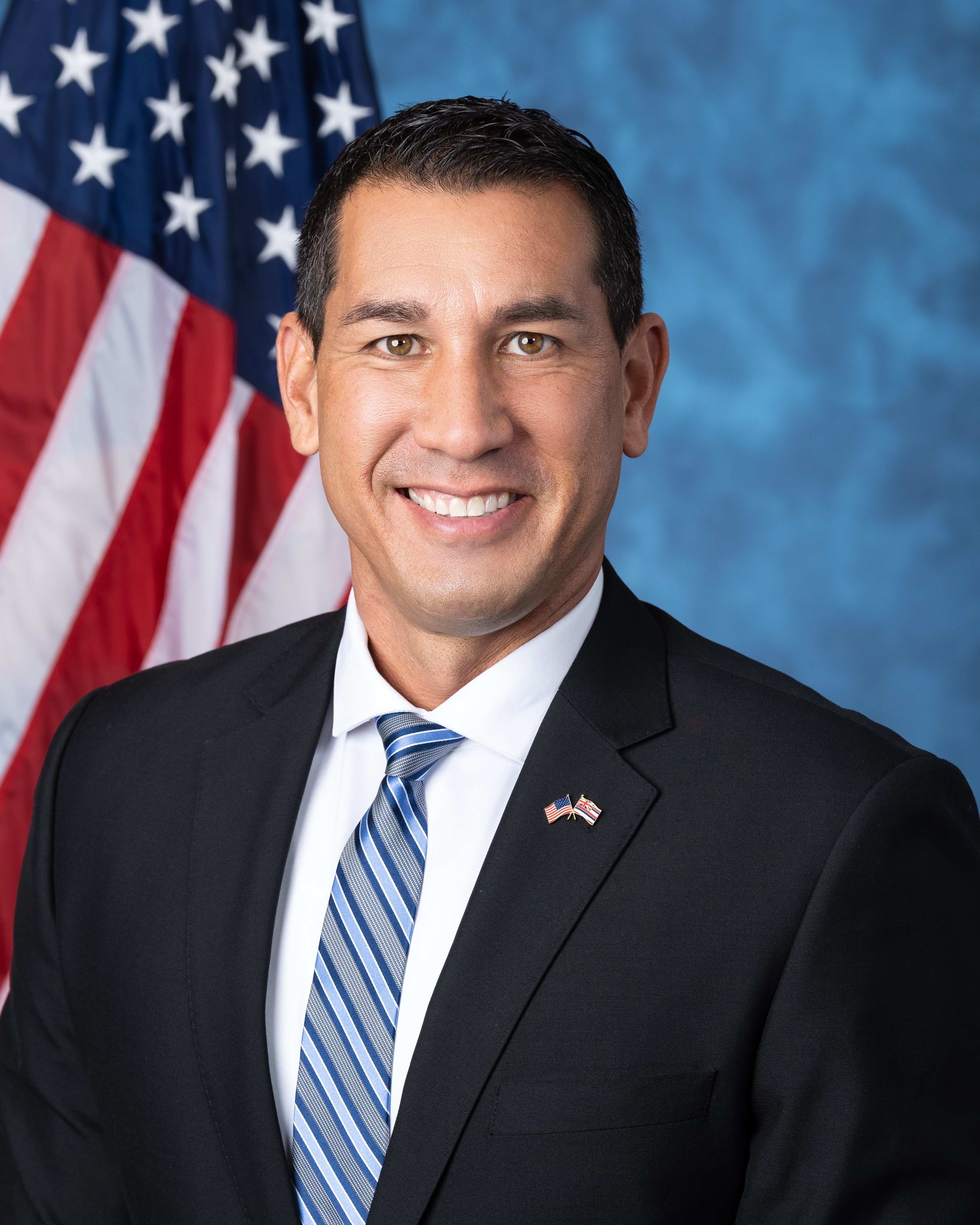
Kai Kahele (2021)

Kaiali‘i „Kai“ Kahele (* 28. März 1974 in Honolulu, County of Honolulu, Hawaii) ist ein US-amerikanischer Politiker der Demokratischen Partei. Von Januar 2021 bis zum Januar 2023 vertrat er den zweiten Distrikt des Bundesstaats Hawaii im US-Repräsentantenhaus. Von 2016 bis 2020 war er Mitglied des Senats von Hawaii.

## Leben

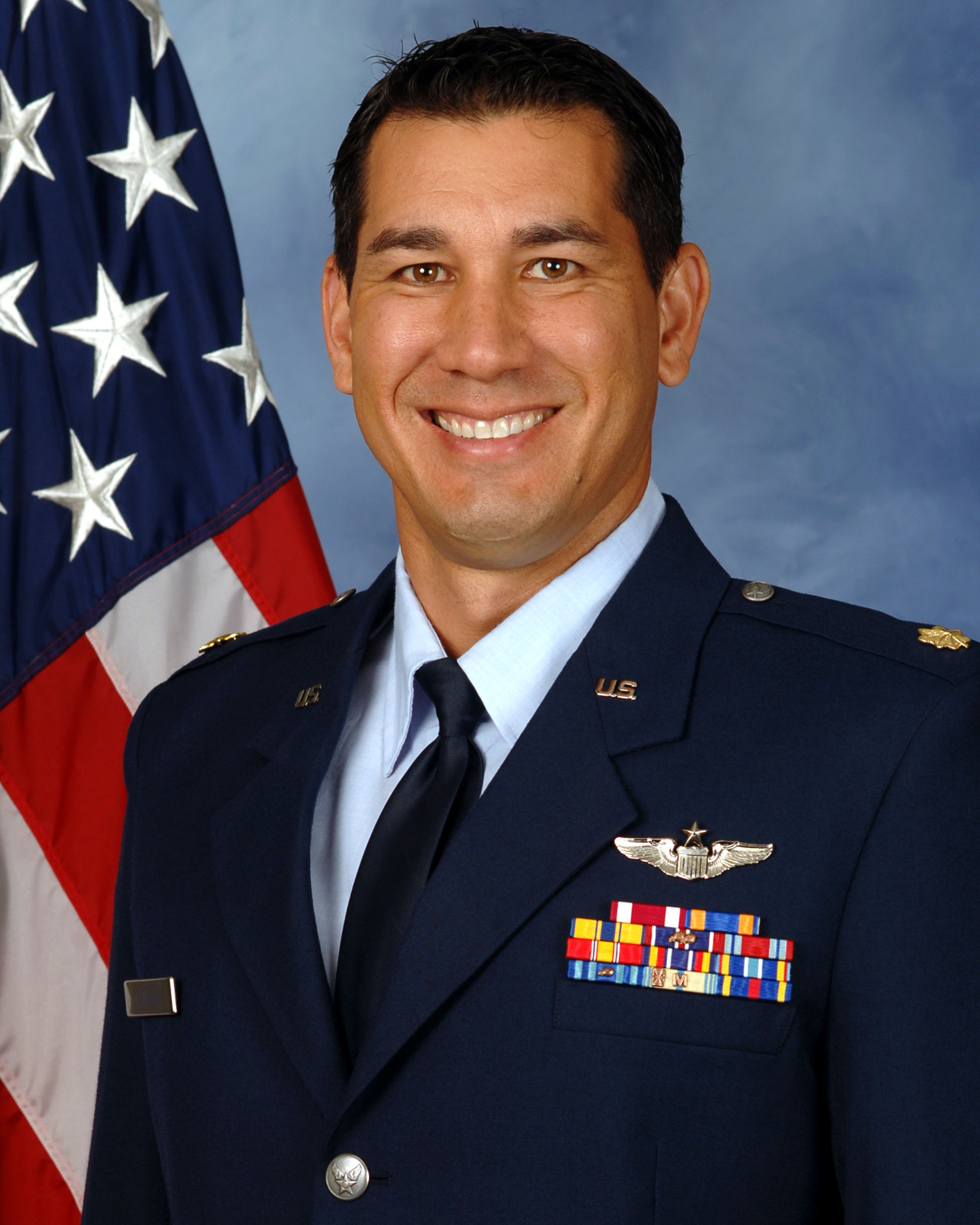
Kai Kahele als Lieutenant Colonel der US Air Force

Kahele wurde am 28. März 1974 als Sohn des Politikers Gil Kahele geboren. Er besuchte bis 1992 die Hilo High School in Hilo und das Hawaii Community College dort. Danach studierte an der University of Hawaiʻi at Hilo, wo er 1998 einen Bachelor of Science erlangte. Danach besuchte er noch das Air Command and Staff College in Montgomery. Seit 1999 ist er Mitglied in der Hawaii Air National Guard (siehe Air National Guard), derzeit im Rang eines Lieutenant Colonel. Er war als Pilot in Afghanistan (Operation Enduring Freedom) und im Irak (Operation Iraqi Freedom) eingesetzt. Er flog dort eine Boeing C-17 Globemaster III und eine Lockheed C-130.
Er lebt zusammen mit seiner Frau und den drei Kindern auf Big Island.

## Politische Laufbahn
2016 folgte er auf seinen verstorbenen Vater im Senat von Hawaii, wo er von 2017 bis 2018 der Majority Whip war und von 2018 bis 2020 der Majority Floor Leader war.
Er bewarb sich 2020 um den zweiten Kongresswahlbezirk Hawaiis, den bis dahin Tulsi Gabbard vertreten hatte. Sie strebte aber keine weitere Amtszeit an, sondern kandidierte in der Vorwahl zur Präsidentschaftswahl 2020, in der sie aber lediglich den siebten Platz belegte. In der demokratischen Vorwahl zur Wahl 2020 am 8. August setzte er sich mit 76,5 % gegen vier weitere Bewerber durch. Die allgemeine Wahl am 3. November gewann er mit 63 % gegen den Republikanerin Joe Akana, Michelle Rose Tippens von der Libertarian Party, Jonathan Hoomanawanui von der Aloha ʻĀina Party (Unabhängigkeitspartei Hawaiis) sowie zwei weitere Kandidaten. Seine aktuelle Legislaturperiode im Repräsentantenhaus des 117. Kongresses läuft noch bis zum 3. Januar 2023.
Bei den Wahlen zum Repräsentantenhaus 2022 trat Kahele nicht mehr an, weshalb er im Repräsentantenhaus des 118. Kongresses nicht mehr vertreten sein wird. Stattdessen bewarb er sich um die demokratische Nominierung für die Wahl zum Gouverneur von Hawaii, belegte jedoch in der Primary seiner Partei nur den dritten Platz hinter Vicky Cayetano und dem siegreichen Josh Green, der dann auch die Hauptwahl gegen den Republikaner James Aiona für sich entschied. Kaheles Nachfolge im Kongress trat seine Parteikollegin Jill Tokuda an.

### Ausschüsse
Kahele war Mitglied in folgenden Ausschüssen des Repräsentantenhauses:
- Committee on Armed Services
  - Readiness
  - Tactical Air and Land Forces
- Committee on Transportation and Infrastructure
  - Aviation
  - Highways and Transit

Außerdem war er noch Mitglied im Congressional Progressive Caucus sowie in zehn weiteren Caucuses.